# Gran plana romanesa
La Gran plana romanesa (en romanès: Câmpia Română) s'estén al sud de Romania i la part més oriental de Sèrbia. Forma part de la regió històrica romanesa de Valàquia i està envoltada pel riu Danubi a l'est, sud i oest, i per la meseta Gètica al nord. Bucarest, la capital de Romania, es troba a la part central de la plana romanesa.
És contigua, pel sud, amb la plana danubiana (en búlgar, Дунавска равнина), a Bulgària. Aquesta denominació sovint s'usa també per la unitat geogràfica Romania (Câmpia Dunării), encara que aquesta denominació és impròpia, ja que el Danubi flueix a altres planes també, com la Gran plana hongaresa (que es diu plana Danubiana a Eslovàquia i Sèrbia) així com la depressió Bavaresa, que també anomenen plana Danubiana.

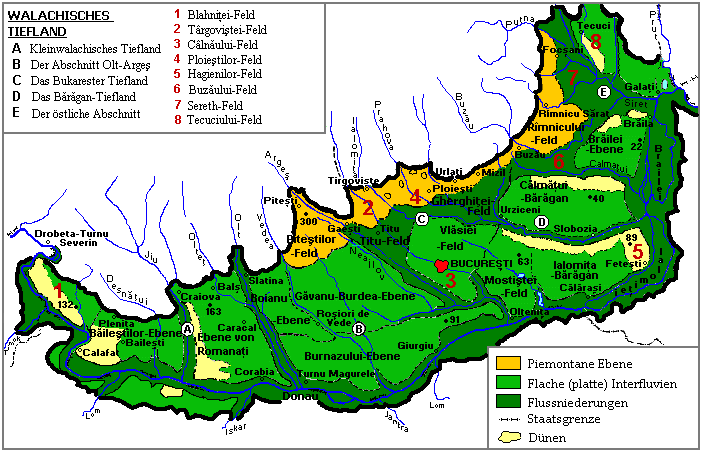
Les principals divisions de la gran plana romanesa

## Subdivisions (Oest-Est)

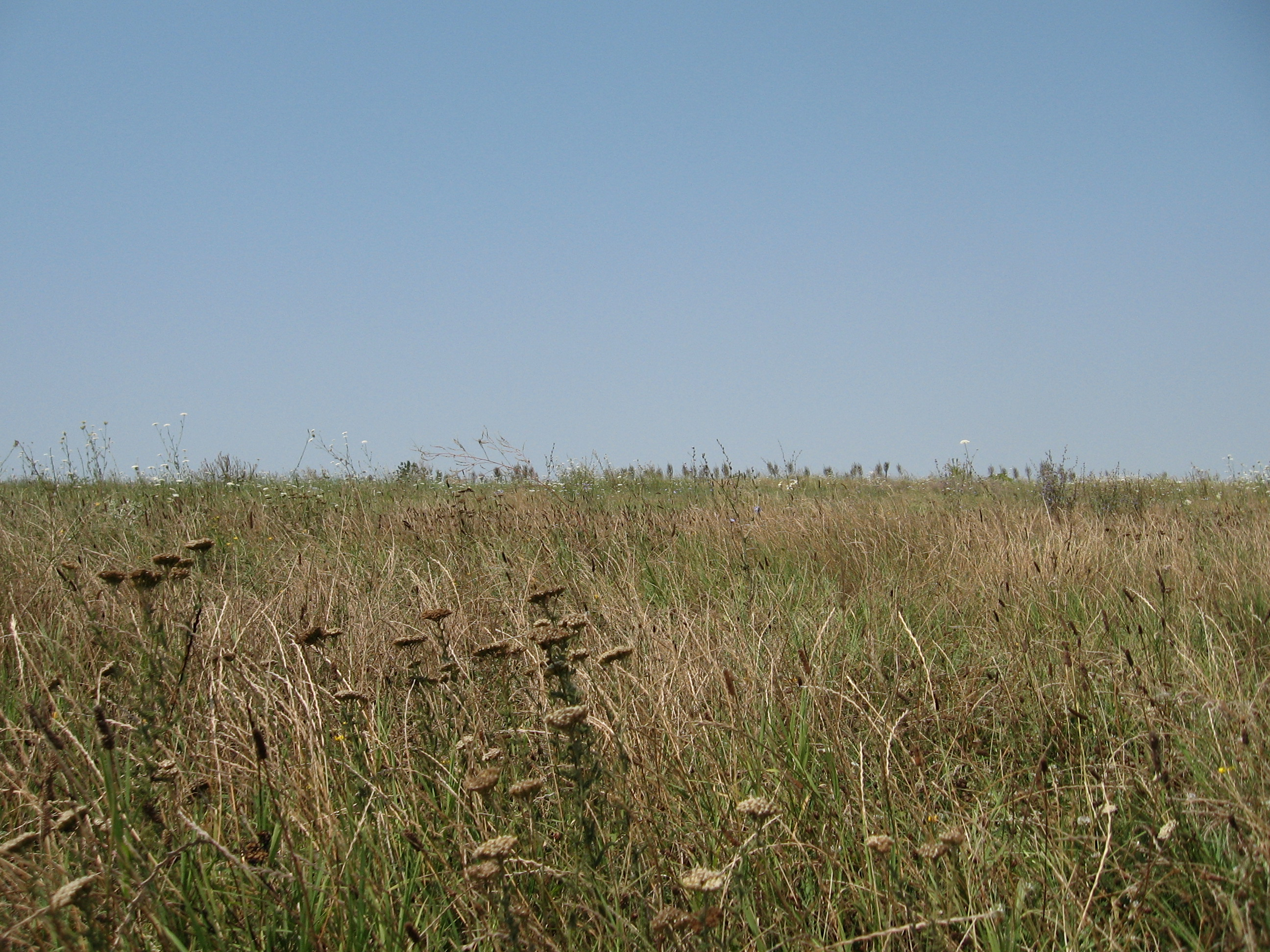
Vegetació d'estepa a la plana Burnazului.

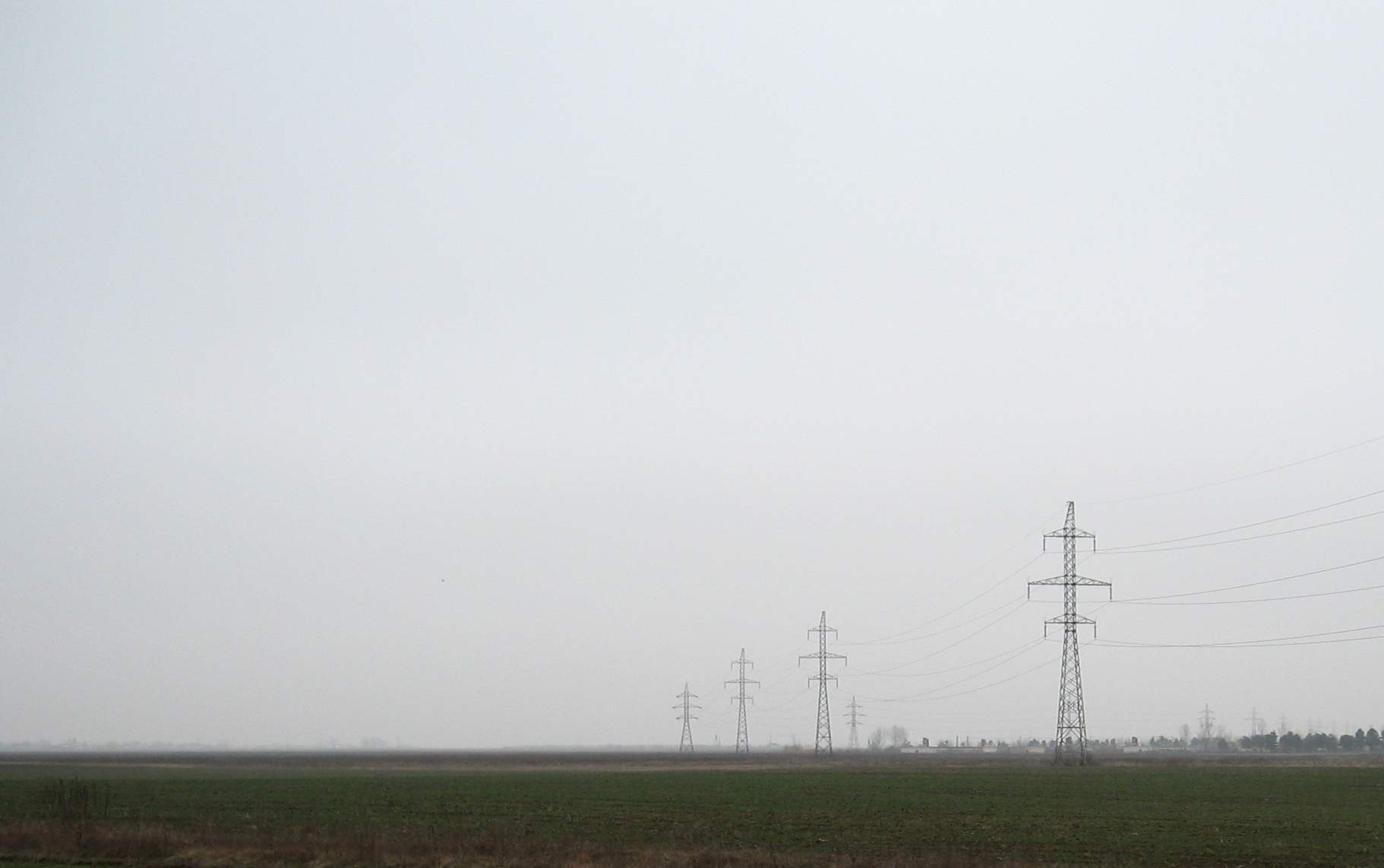
Terra arable a la Plana de Titu.

A Romania, la plana es divideix en cinc subdivisions i la vall del Danubi:
- A. Plana de Olteniei, situat en Oltènia meridional:
  - Blahniţei;
  - Băileştilor;
  - Romanaţilor.
- B. Olt-Argeş (entre el riu Olt a l'oest i el riu Argeş a l'est):
  - Xiuliştiului;
  - Boianului;
  - Găvanu Burdea;
  - Burnazului.

- C. Plana Bucureştilor:
  - Târgoviştei;
  - Ploieştilor;
  - Mizil;
  - Titu;
  - Gherghiţei;
  - Vlăsiei (també anomenat Codrii Vlăsiei);
  - Câlnăului.
- D. Plana Bărăgan:
  - Bărăganul Călmăţuiului;
  - Bărăganul Ialomiţei;
  - Câlnăului;
  - Mostiştei;
- I. La plana oriental:
  - Râmnicului;
  - Buzăului;
  - Brăilei;
  - Siretului Inferior;
  - Tecuciului;
  - Covurlui;
- J. La vall del Danubi:
  - La vall del Danubi propi;
  - Les illes pantanoses inundades:
    - Insula Mare a Brăilei o Balta Brăilei;
    - Balta Ialomiţei.

## Rius
- Neajlov
- Jiu
- Òlt
- Vedea
- Argeş
- Dâmboviţa
- Mostiştea
- Ialomiţa
- Buzăo